# Justicia preussii
Espèce
Synonymes
- Salviacanthus preussii Lindau[1]

Justicia preussii (Lindau) C.B. Clarke est une espèce de plantes à fleurs de la famille des Acanthaceae et du genre Justicia. C'est un arbuste subendémique du Cameroun.

## Étymologie
Son épithète spécifique preussii rend hommage au botaniste allemand Paul Rudolph Preuss, qui récolta des spécimens au sud-ouest du Cameroun.

## Description
C'est un arbuste pouvant atteindre 3 m de hauteur.

## Distribution
L'espèce est présente principalement au Cameroun, sur les monts Bamboutos (Ouest) et au mont Cameroun (Sud-Ouest), beaucoup plus rare sur l'île de Bioko en Guinée équatoriale.